# New International
La New International (precedentemente nota con il nome di International Video 80 e Video 80) è una società che svolge l'attività di produzione cinematografica, di video e di programmi televisivi fondata da Carlo ed Enrico Vanzina.

## Storia
Nata col nome di Video 80, nel corso degli anni ha collaborato con le maggiori case di produzione e distribuzione cinematografica italiane nella realizzazione di film diretti e sceneggiati dalla celebre coppia di cineasti.
Negli anni Ottanta la Video 80 ha prodotto anche svariati spot pubblicitari, diretti da Carlo Vanzina stesso o da altri registi di cinema come Franco Brusati o Gillo Pontecorvo. Fra i vari prodotti reclamizzati, si ricorda la Vespa Piaggio.
A partire dal 1987 ha esteso le proprie collaborazioni anche con la televisione, producendo diverse serie TV e stringendo una costante collaborazione con le reti Mediaset. Successivamente estende il proprio operato anche su trasmissioni televisive.
Dal 2018 la società è stata rinominata in New International con il solo Enrico Vanzina responsabile, a seguito della scomparsa del fratello.

## Filmografia

### Film
- Via Montenapoleone (1986)
- Italian Fast Food (1986)
- Miliardi (1991)
- Piccolo grande amore (1993)
- I mitici - Colpo gobbo a Milano (1994)
- Selvaggi (1995)
- Fratelli coltelli (1997)
- South Kensigton (2001)
- Febbre da cavallo - La mandrakata (2002)
- Il pranzo della domenica (2003)
- Olé (2006)
- 2061 - Un anno eccezionale (2007)
- La vita è una cosa meravigliosa (2010)
- Sotto il vestito niente - L'ultima sfilata (2011)
- Buona giornata (2012)
- Sapore di te (2014)
- Miami Beach (2016)
- Non si ruba a casa dei ladri (2016)
- Il velo di Maya (2017)
- Caccia al tesoro (2017)
- Natale a 5 stelle (2018)
- Lockdown all'italiana (2020)
- Tre sorelle (2022)

### Televisione
- I ragazzi della 3ª C - serie TV, 33 episodi (1987-1989)
- Il vizio di vivere - film TV (1988)
- Il decimo clandestino - film TV (1989)
- Mano rubata - film TV (1989)
- La moglie ingenua e il marito malato - film TV (1989)
- Vita coi figli - film  TV (1990)
- Anni '50 – miniserie TV, 4 episodi (1998)
- Anni '60 – miniserie TV, 4 episodi (1999)
- Un maresciallo in gondola – film TV (2002)
- Piper – film TV (2007)
- Un ciclone in famiglia – serie TV, 22 episodi (2005-2008)
- VIP – film TV (2008)